# Avro 536
L'Avro 536 est un avion civil britannique de l'Entre-deux-guerres. Dérivé de l'Avro 504, il était destiné uniquement à assurer des baptêmes de l'air.

## Origine
À la fin de la Première Guerre mondiale l’aviation connaissant un engouement considérable et il y avait une forte demande pour les baptêmes de l’air. Avro, qui disposait de stocks importants de pièces détachées d’Avro 504, réalisa donc un appareil permettant à moindre frais d’emmener en toute sécurité quatre passagers pour une petite promenade aérienne. Le fuselage de l’Avro 504K était simplement élargi de 23 cm pour installer 4 passagers (côte à côte deux par deux) derrière le pilote. Le prototype prit l’air en avril 1919 à Hamble avec un moteur rotatif Bentley B.R.1 de 150 ch. On se rendit rapidement compte que le couple important de ce moteur nécessitait d’accroître la surface verticale d’empennage et la petite gouverne de direction de l’Avro 504K fut remplacée par un empennage similaire à celui des Avro 504 du RNAS dès le quatrième exemplaire. 

## 22 exemplaires construits
10 appareils furent construits à Hamble entre avril et juillet 1919 (c/n ATC.1 à 9 et ATC.11). Les sept premiers furent rapidement distribués aux agences d’Avro Transport Company, dispersées dans le sud de l’Angleterre, et connurent un succès considérable. À Blackpool, où la demande était plus importante, trois avions furent mis en place. Ils auraient transporté près de 500 passagers le premier jour. Un appareil (ATC.4) fut détruit sur accident à Sandhurst le 6 août 1919, un second (ATC.9) à Manston, Kent, le 30 août, deux autres (ATC.2 et 6) victimes d’accidents en décembre. Les autres furent alors passés au pilon, à l’exception d’un appareil (ATC.7) qui semble avoir été vendu aux Pays-Bas en septembre 1920.     
12 autres Avro 536 furent construits à Newton Heath en juillet/août 1919 (c/n B.1/12), mais un an plus tard Avro Transport Company cessait son activité de vols de tourisme. Huit appareils furent alors réformés, 1 vendu à Berkshire Aviation Tours Ltd (B.10, détruit sur accident le 2 août 1924) et 3 cédés à Surrey Flying Services Ltd (B.6, 9 et 12). 

## 4 appareils reconstruits
Les appareils retirés d’exploitation en juillet et août 1920 furent très probablement stockés démontés chez Avro car Surrey Flying Services fit immatriculer entre mai 1926 et septembre 1927 quatre Avro 536 reconstruits dans ses ateliers (dont le B.8 radié en 1921). Le moteur Bentley n’était probablement plus disponible à cette époque, puisque ces machines durent se contenter de Clerget (en) 130 ch.
Au cours de l’été 1927 les baigneurs fréquentant les plages de Jersey pouvaient encore s’offrir un baptême de l’air sur ces biplans. Surrey Flying Service devait en perdre deux sur accident en 1928 et réformer les deux derniers en avril 1929. 

## La limousine Avro 546
Une onzième cellule [G-EADV, /n ATC.23] fut achevée à Hamble en octobre 1919 avec une cabine fermée pour trois passagers, le pilote restant en poste ouvert. Utilisé par Avro Transport Company, cet appareil fut réformé en décembre 1921 après une carrière très discrète.